# Лососіна-Дольна (гміна)
Гміна Лососіна-Дольна (пол. Gmina Łososina Dolna) — сільська гміна у південній Польщі. Належить до Новосондецького повіту Малопольського воєводства.
Станом на 31 грудня 2011 у гміні проживало 10515 осіб.

## Площа
Згідно з даними за 2007 рік площа гміни становила 84.31 км², у тому числі:
- орні землі: 54.00%
- ліси: 31.00%

Таким чином, площа гміни становить 5.44% площі повіту.

## Населення
Станом на 31 грудня 2011:
| Опис     | Загалом | Загалом | Чоловіки | Чоловіки | Жінки | Жінки |
| -------- | ------- | ------- | -------- | -------- | ----- | ----- |
| одиниця  | осіб    | %       | осіб     | %        | осіб  | %     |
| все      | 10515   | 100     | 5298     | 50.39    | 5217  | 49.61 |
| міське   | 0       | 100     | 0        |          | 0     |       |
| сільське | 10515   | 100     | 5298     | 50.39    | 5217  | 49.61 |

## Сусідні гміни
Гміна Лососіна-Дольна межує з такими гмінами: Ґрудек-над-Дунайцем, Івкова, Ліманова, Ляскова, Хелмець, Чхув.